# Querachse
Die Querachse ist die Körperachse, die quer zur längsten Ausdehnung eines Körpers oder eines Fahrzeuges steht. Handelt es sich um ein Fahrzeug, wird die rechtwinklig zu dessen Längs- und Hochachse verlaufende Querachse auch Nickachse genannt. Der Drehwinkel um diese Achse ist der Nickwinkel, das Drehmoment um die Querachse wird Nickmoment genannt.

## Rotation um die Querachse bei Fahrzeugen

Kräftegleichgewicht bzgl. Querachse

### Luftfahrzeuge
Die Rotationsbewegungen um die Querachse werden bei Flugzeugen als Nicken bezeichnet, da hier eine ähnliche Bewegung wie beim Nicken des Kopfes ausgeführt wird. Die Steuerung um diese Achse erfolgt durch das Höhenruder. Siehe auch: Phygoide.
Beim Helikopter korrelieren Nickwinkel (des Rumpfs samt Rotorachse) und Vorwärtsgeschwindigkeit. Durch Pitch, Verbiegung, Schwung der Rotorblätter und an ihnen wirkende Kreiselkräfte verkippt die durch die kreisenden Blätter gebildete Ebene komplex gegenüber dem Rumpf.

### Wasserfahrzeuge

Rollen um Längsachse (x)
Stampfen um Querachse (y)

Im seemännischen Sprachgebrauch wird eine Bewegung von Wasserfahrzeugen um die Querachse als Stampfen bezeichnet. Siehe auch Schiffsstabilität. Starkes Stampfen von Frachtschiffen birgt die Gefahr des Verrutschens der Ladung, insbesondere, wenn diese nicht ordnungsgemäß verzurrt ist. 
Auch braucht das Schiff dann mehr Wasser unter dem Kiel, um nicht mit Bug oder Heck(propeller, -ruder) auf dem Grund aufzusetzen.
Unter der Annahme, dass ein Schiff quer zu den Wellenfronten fährt und die Wellen eine bestimmte Höhe aufweisen, wird es besonders stark von Wellen angeregt, deren Wellenlänge doppelt so groß wie die Schiffslänge ist.

### Landfahrzeuge
Bei mehrachsigen Landfahrzeugen wird die Rotationsbewegung um die Querachse z. B. durch Beschleunigungen in Längsrichtung hervorgerufen. Abhängig vom Vorzeichen der Beschleunigung wird dabei zwischen Brems- und Anfahrnicken unterschieden. Auf unebener Fahrbahn wird ein Fahrzeug ebenfalls zu Nickbewegungen angeregt, die vornehmlich bei Fahrzeugen mit kurzem Radstand den Fahrkomfort mindern können. Auch Bremsschwellen (z. B. in verkehrsberuhigten Zonen) regen zum Nicken an. Dabei können tiefliegende Fahrzeugteile wie Frontspoiler die Fahrbahn berühren.
Dachziegelartiges Setzen von nicht miteinander verbundenen Betonplatten auf Autobahnen führte historisch zu rhythmischem Nicken. Je härter ein Fahrzeug gefedert ist und je kürzer der Radstand, desto stärker reagiert es auf eine Bodenunebenheit mit Nicken. Fahrräder, die nur per Luftreifen gefedert sind, sind davon besonders stark betroffen. Kurze Rennräder, kompakt gebaute Falträder, Microscooter und Inlineskates bilden das extreme Ende im Vergleich. Ein Einrad, egal ob per Muskelkraft oder Elektromotor angetrieben, Segway oder andere nutzen das Nicken und eventuell das Knicken des Körpers des (Einrad-)Fahrers, um die Balance zu halten oder über Beschleunigungssensoren den Motor zu steuern.